# Алессіо Оккіпінті
Алессіо Оккіпінті (італ. Alessio Occhipinti, 26 березня 1996) — італійський плавець.
Призер Чемпіонату світу з водних видів спорту 2019 року.